# Van Konijnenburg
Van Konijnenburg (ook: Hoytema van Konijnenburg) is een Nederlandse familie die bestuurders en een kunstenaar voortbracht.

## Geschiedenis
De stamreeks begint met Arent van Coninenburch die rond 1500 in Berkel werd geboren. Zijn achterkleinzoon Cornelis (geboren omstreeks 1615) was schout van Nieuwveen.
In 1866 trouwde Jacobus van Konijnenburg (1837-1909) met Ætske Pieters Hoytema (1842-1909); een zoon van hen verkreeg in 1893 naamstoevoeging tot Hoytema van Konijnenburg en werd daarmee stamvader van de tak met die naam.
In 1956 werd de familie opgenomen in het genealogische naslagwerk Nederland's Patriciaat.

## Enkele telgen
Cornelis (geboren omstreeks 1615), schout van Nieuwe Veen
- Dominicus van Coninenburch (geboren 1658), lid van de Hoge Vierschaar van Delfland tussen 1686 en 1711
  - Cornelis van Konijnenburgh (1699-1769), schepen van de vrije heerlijkheden Oegstgeest en Poelgeest
    - Dominicus van Konijnenburg (1734-1795), logementhouder
      - Cornelis van Konijnenburg (1765-1842), houthandelaar
        - Jan van Konijnenburg (1799-1875), directeur Rijksgestichten Veenhuizen en Ommerschans, directeur van de Maatschappij van Weldadigheid Frederiksoord
          - Wilhelmina Catharina van Konijnenburg (1828-1909); trouwde in 1851 met jhr. Edzard Jacob van Holthe (1816-1894), ontvanger der directe belastingen, lid van de familie Van Holthe
          - Willem van Konijnenburg (1836-1894), raadadviseur; trouwde in 1863 met jkvr. Sara Louise Vrijthoff (1841-1918), lid van de familie Vrijthoff
            - Willem Adriaan van Konijnenburg (1868-1943), kunstschilder

          - Jacobus van Konijnenburg (1837-1909); trouwde in 1866 met Ætske Pieters Hoytema (1842-1900)
            - Pieter Hoytema van Konijnenburg (1868-1921), burgemeester, verkreeg naamstoevoeging bij KB van 24 mei 1893 tot Hoytema van Konijnenburg en werd daarmee stamvader van de tak met die naam
              - mr. Carel Paulus Hoytema van Konijnenburg (1904-1990), burgemeester

          - Elisabeth van Konijnenburg (1839-1872); trouwde in 1861 met mr. Samuel van Houten (1837-1930), minister, broer van kunstschilder Sientje van Houten (1834-1909) die ook les gaf aan hun dochter
            - Barbara Elisabeth van Houten (1862-1950), kunstschilder

Geslachten die opgenomen zijn in het sinds 1910 verschijnende genealogische naslagwerk Nederland's Patriciaat. Lijst volgens opgave van het CBG Centrum voor familiegeschiedenis.
A · B · C · D · E · F · G · H · I · J · K · L · M · N · O · P · Q · R · S · T · U · V · W · Y · Z